# 24 (liczba)
24 (dwadzieścia cztery) – liczba naturalna następująca po 23 i poprzedzająca 25.
Warunek podzielności zapisanej w systemie dziesiętnym liczby przez 24 to, aby była podzielna zarówno przez 3, jak i przez 8.

## 24 w nauce
- liczba atomowa chromu
- obiekt na niebie Messier 24
- galaktyka NGC 24
- planetoida (24) Themis

## 24 w kalendarzu
24. dniem w roku jest 24 stycznia. Zobacz też co wydarzyło się w 24 roku n.e.
Jest to liczba godzin doby.

## 24 w kulturze
Iliada i Odyseja Homera zostały podzielone każda na 24 księgi (pieśni).